# The Inspector's Story
The Inspector's Story è un cortometraggio muto del 1914 diretto da Barry O'Neil. Prodotto dalla Lubin e distribuito dalla General Film Company, era interpretato da Robert Drouet, Eleanor Dunn, John Smiley, Charles Perley, Peggy O'Neil.

## Produzione
Il film fu prodotto dalla Lubin Manufacturing Company.

## Distribuzione
Distribuito dalla General Film Company, il film - un cortometraggio in due bobine - uscì nelle sale cinematografiche statunitensi il 1º gennaio 1914. Nelle proiezioni, veniva programmato con il sistema dello split reel, accorpato in un'unica bobina con un altro cortometraggio prodotto dalla Lubin, il documentario Manufacturing Pearl Buttons.